# Robson Mrombe
Robson Mrombe (ur. 12 września 1945, zm. 13 maja 2025), a.k.a. Robson Mulombe – zimbabwejski lekkoatleta, długodystansowiec.
Podczas igrzysk olimpijskich w Tokio (1964) zajął 56. miejsce w maratonie z czasem 2:49:30,8.